# Шоу Кэрол Бернетт
«Шоу Кэрол Бернетт» (англ. The Carol Burnett Show) — длительное американское комедийное телешоу с Кэрол Бернетт в главных ролях, которое транслировалось на CBS с 11 сентября 1967 года по 29 марта 1978 года.
Изначально запускавшийся без ожиданий успеха, проект из-за своей новизны в сочетании юмора и мюзикла неожиданно стал одним из наиболее наблюдаемых ситкомов на телевидении. Шоу полностью было сделано по идеям Кэрол Бернетт, которая не только пародировала жизненные ситуации, но и выступала в качестве певицы в каждом из эпизодов, часто наравне с такими приглашенными звездами как Люсиль Болл, Лайза Минелли, Сэмми Дэвис-младший и даже тогдашний губернатор Калифорнии Рональд Рейган.
«Шоу Кэрол Бернетт» стало одной из наиболее любимых критиками и отмеченных наградами программ в истории телевидения. Проект выиграл 25 премий «Эмми», восемь «Золотых глобусов», а также рад других наград. В 2007 году «Шоу Кэрол Бернетт» вошло в список 100 лучших телешоу всех времён по версии журнала Time. В настоящее время программа занимает 16 место в списке Пятьдесяти величайших телешоу всех времён по версии TV Guide. После завершения шоу было снято несколько специальных телефильмов, а вплоть по настоящее время программа выходит в синдикации на разных каналах.